# Guelmim

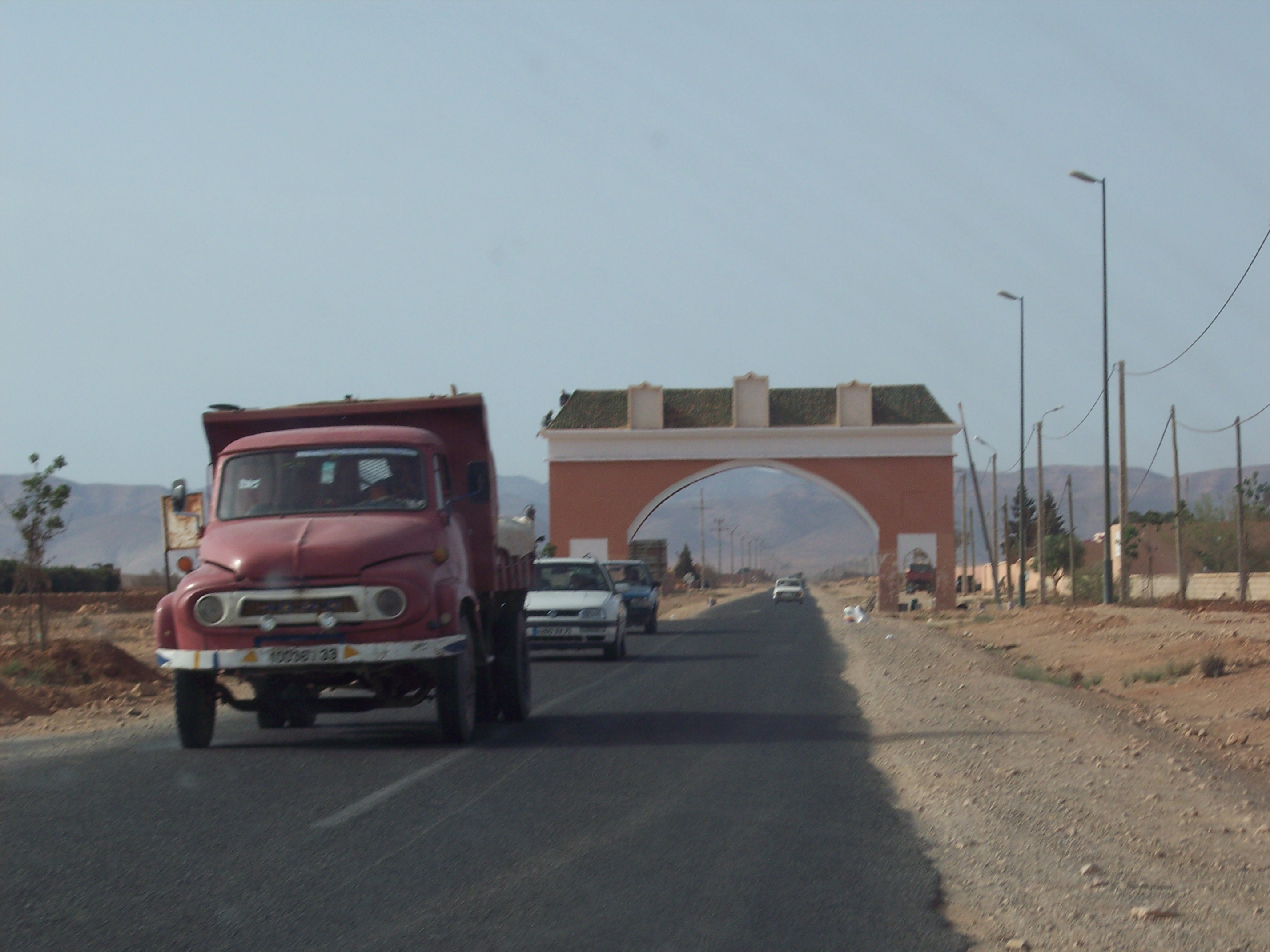
Portal vid infart till Guelmim.

Guelmim är en stad i Marocko och är administrativ huvudort för provinsen Guelmim som tillhör regionen Guelmim-Oued Noun. Folkmängden uppgick till 118 318 invånare vid folkräkningen 2014.